# Nadhira Mohamed
Nadhira Mohamed   (1989) és una activista i actriu sahrauí resident a Espanya. Alguns acadèmics l'han descrit com la primera actriu sahrauí.
Nadhira Mohamed, també coneguda com Nadhira Luchaa Mohamed-Lamin o Nadhira Mohamed Buhoy, va néixer en un camp de refugiats a Tinduf, Algèria, el 1989. El seu pare, Luchaa Mohamed Lamin, va ser cofundador del Front Polisaro, i la seva llengua materna és l'àrab Hassaniya.
Mohamed és una actriu i activista resident a València, on s'hi va instal·lar el 2002. El seu primer paper rellevant va ser a la pel·lícula Wilaya del 2011, també coneguda com Tears of Sand. La pel·lícula transcorria als camps de refugiats sahrauís de Tinduf, on havia viscut. Va ser descoberta i escollida per aparèixer a la pel·lícula quan el cineasta es va trobar amb una fotografia d'ella participant en una protesta dirigida per l'activista sahrauí Aminetu Haidar. Mohamed va guanyar el premi a millor actriu al Festival de Cinema d’Abu Dhabi el 2011 per la seva interpretació del paper principal de Fatimetu a Wilaya. La delegació marroquina va sortir de la sala en protesta quan es va anunciar com a guanyadora, a causa del conflicte amb el Sàhara Occidental. També va ser candidata als premi Goya a la millor actriu nova el 2013, tot i que no va ser nominada. També va aparèixer al documental Life is Waiting: Referendum and Resistance in Western Sahara (2015).